# نجرنجس
نجرنجس (بالإنجليزية: Negarangs)‏ کائنات شريرة تشبه البشر في أساطير استرالیا، بشعر، ولحية طويلة. وهي تعيش في جذوع أشجار الصمغ العتيقة. وتخرج ليلا لتأسر ضحاياها وتاكلهم.